# Lucius Neratius Marcellus

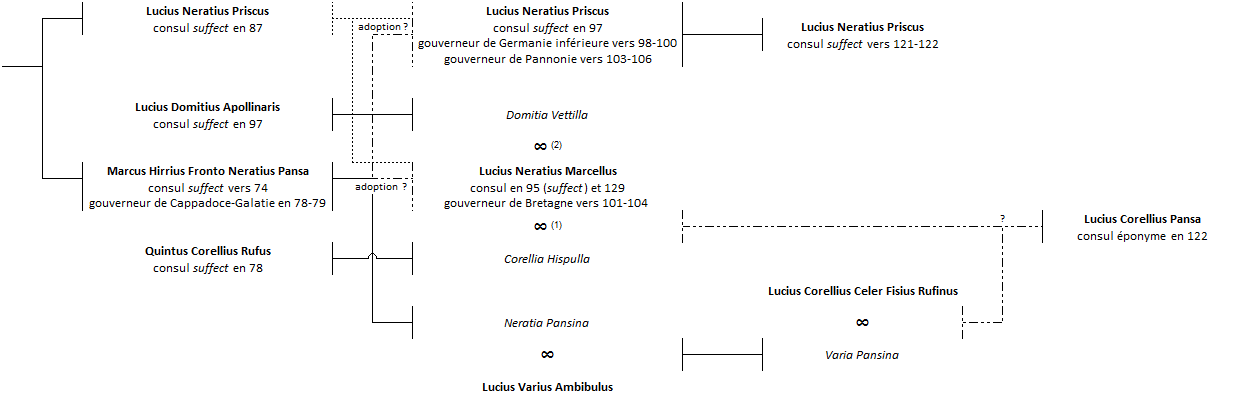
Lucius Neratius Marcellus binnen de stamboom van zijn familie

Lucius Neratius Marcellus (fl. 1e eeuw – na 129 n.Chr.) was een Romeins generaal en senator, die in het jaar 129, ten tijde van de regering van keizer Hadrianus, tot Romeinse consul werd verkozen. 
Van zo rond 101 tot ongeveer 103 was hij gouverneur van de Romeinse provincie Britannia. 